# Condado de Union (Oregon)
O Condado de Union é um dos 36 condados do Estado americano do Oregon. A sede do condado é La Grande, e sua maior cidade é La Grande. O condado possui uma área de 5 280 km² (dos quais 5 km² estão cobertos por água), uma população de 24 530 habitantes, e uma densidade populacional de 5 hab/km² (segundo o censo nacional de 2000). O condado foi fundado em 1864.